# Стретович Світлана Федорівна
Стретович (Привалова) Світлана Федорівна (нар. 18 серпня 1985, селище Чкалове Херсонської області) — лекторка, публіцистка, культурна менеджерка, кандидатка наук із соціальних комунікацій.

## Життєпис
Народилася 18 серпня 1985 року в селищі Чкалове, Херсонської області в родині виховательки дитячого садочка та зоотехніка.
Закінчила Академічний ліцей при Херсонському державному педагогічному університеті. Навчалася в Інституті журналістики Київського національного університету імені Тараса Шевченка. У 2008 році почала працювати в ньому, з вересня 2011 року — на викладацькій посаді. У 26 років захистила кандидатську дисертацію «Журнали „Українська хата“ (Київ, 1909—1914) та „Нова Україна“ (Прага, 1922—1928) як головні репрезентанти ідейного наповнення та особливостей публіцистики Микити Шаповала».
З вересня 2011 року по вересень 2016 року — асистент кафедри періодичної преси Інституту журналістики Київського національного університету імені Тараса Шевченка.
З грудня 2016 року по вересень 2018 року — головна редакторка артвидавництва «Nebo BookLab Publishing».
З вересня 2017 року по червень 2018 року — доцент кафедри журналістики та нових медіа Інституту журналістики Київського столичного університету імені Бориса Грінченка та доцент кафедри журналістики факультету журналістики Національного університету «Одеська юридична академія».
З березня 2019 року по червень 2019 року — доцент кафедри видавничої справи Інституту журналістики Київського університету імені Бориса Грінченка.
31 серпня 2019 року — 31 березня 2020 року — модераторка Книжкового клубу Верховної Ради.
З лютого 2019 року по листопад 2023 року — програмна директорка школи творчого та професійного письма Litosvita.
З січня 2020 року по вересень 2020 року — доцент кафедри військової журналістики Військового інституту Київського національного університету імені Тараса Шевченка.
З лютого 2024 року — головна редакторка видавництва Stretovych.

Титульна сторінка книги "Ведмежуня мандрує в Карпати" (автор С.Стретович, ілюстратор Я.Козак)

У 2024 році у видавництві Vivat вийшла друком книга "Ведмежуня мандрує в Карпати", написана Світланою Стретович.

### Книжковий клуб Верховної Ради
За ініціативи Світлани Стретович було організовано протягом року декілька зустрічей народних депутатів України з письменниками. 20 вересня 2019 — творча зустріч народних депутатів України з письменником Леоном Янушем Вишневським, автором бестселеру «Самотність у мережі».
03 жовтня 2019 — творча зустрічнародних депутатів України з письменником Сергієм Жаданом.
17 жовтня 2019 — зустріч народних депутатів України з чемпіонами світу з боксу та презентація книги Антона Горюнова.
31 жовтня 2019 — творча зустріч народних депутатів України з письменником Андрієм Курковим.
14 листопада 2019 — творча зустріч народних депутатів України з філософом і політиком Сібе Шаап.
05 грудня 2019 — творча зустріч народних депутатів України з українським письменником і мандрівником Максом Кідруком.
19 грудня 2019 — творча зустріч народних депутатів України з Іваном Малковичем.
06 лютого 2020 — презентація в Книжковому клубі Верховної Ради автобіографії Джона Маккейна «Буремна хвиля»

### Nebo BookLab Publishing
Під керівництвом Світлани Стретович протягом трьох років було видано 55 книжок (перекладна дитяча та підліткова література). Також вона стала упорядницею серії антологій «Галерея чуття», які стали бестселерами.

### Litosvita
Світлана Стретович була програмною директоркою Litosvita протягом 4 років і 9 місяців. За цей час особисто розробила понад 30 нових програм, серед них три річних (Річна програма письменницької майстерності, Річна програма з журналістики, Річна програма 2.0: hard skills). Також розробила два курси для спільного запуску з Prometheus: Курс письменницької майстерності та Ділове листування та комунікація українською. В обидвох співкерувала знімальним процесом і була лекторкою. Протягом трьох років курувала рукописи 30 -ти студентів. У результаті цієї діяльності видавцями було взято до друку три книжки. Також особисто залучила до співпраці з Litosvita понад 120 лекторів-практиків і вела з ними комунікацію. Була задіяна як лекторка на Курсі письменницької майстерності, Річній програмі письменницької майстерності, Редагуванні, Діловій комунікації, Короткій прозі, Advance Creative Writing, Дитячих та Підліткових літературних школах. Придумала й реалізувала сезон подкасту «Про текст» з 10 епізодів.

### Стипендійна програма Українського PEN
Проєкт Світлани Стретович (збірка есеїв «Евакуатор до мирного життя») став одним із 40, що отримав фінансову підтримку Стипендійної програми Українського PEN для продовження роботи над ним в умовах війни.

### Журналістика
Світлана Стретович як журналістка у своїх публікаціях та розмовах із причетними до культури завжди на боці української книги, літератури, видавництв.
8 липня 2022 — інтерв'ю з Олександрою Коваль про  процес оновлення бібліотечних фондів, обсяг того, що треба замінити якісним українським контентом, про технічну літературу та переклади світової класики на російську мову.
3 червня 2022 — інтерв'ю з Іваном Богданом про  книжкову галузь, допомогу уряду й суспільства видавцям, про  конкурування української книги з російською, позицію бізнесу, щоб діяти в національних інтересах.
15 травня 2022 — інтерв'ю з Андрієм Білоусом про  зникнення «російських» вистав з репертуару Молодого театру та  повномасштабне вторгнення як остаточну підставу для  перегляду ставлення до присутності Росії в  культурному просторі України.

### Співпраця з Молодим театром
За ініціативи й підтримки Світлани Стретович на Основній сцені Молодого театру відбуваються літературні вечори.
28 жовтня 2023  — літературний вечір Олександра Михеда, письменника, автора восьми книжок, автора подкасту «Станція 451», члена Українського ПЕН.
23 січня 2024  —   літературний вечір поета, засновника й директора видавництва «А-ба-ба-га-ла-ма-га» Івана Малковича.
27 лютого  2024  —   літературний вечір Ілларіона Павлюка, письменника,  автора бестселерів «Я бачу, вас цікавить пітьма», «Білий попіл», «Танець недоумка», офіцера Збройних Сил України.
28 березня 2024 —   літературний вечір Софії Андрухович, письменниці, перекладачки та публіцистки, авторки популярних романів «Фелікс Австрія» і «Амадока», прозових книжок «Літо Мілени», «Старі люди», «Жінки їхніх чоловіків», «Сьомга». У 2014 році за роман «Фелікс Австрія» отримала премію «Книга року BBC». У 2015 році стала лауреаткою премії імені Джозефа Конрада.
24 квітня  2024  — літературний вечір письменника Андрія Любки.
21 травня 2024  —   літературний вечір письменниці Євгенії Кузнєцової, авторки роману «Драбина» (премія 2023  - «Книга року BBC»), «Спитайте Мієчку».
31 жовтня 2024  — велика літературна дискусія "Що з українською літературою?" за участі письменників та критиків                          Р. Семківа та Є. Стасіневича.
26 листопада 2024 — літературний вечір письменника Любка Дереша.
28 січня 2025  — літературний вечір письменниці Марії Матіос.
16 квітня 2025  — літературний вечір письменника Василя Шкляра.
6 червня 2025 —  літературний стендап «Як ми читаємо класиків» у Молодому театрі.